# Орос, Анна
Анна Орос (венг. Orosz Anna; род. 2 июня 1989, Будапешт) — венгерский политический деятель. Член либеральной партии «Моментум». Депутат парламента Венгрии с 2 мая 2022 года до 5 мая 2025 года.

## Биография
Родилась 2 июня 1989 года в квартале Газдагрет XI района Будапешта. Дочь Чабы Ороса (Orosz Csaba), доцента Будапештского университета технологии и экономики.
В 2008 году окончила Будапештский колледж бизнеса (ныне Будапештская школа бизнеса), получила степень бакалавра. В 2011 году окончила экономический факультет Университета Корвина в Будапеште, получила степень бакалавра. В 2013 году окончила магистратуру на экономическом факультете Берлинского университета имени Гумбольдта.
С сентября 2013 года по май 2018 года — аналитик Budapest Szakpolitikai Elemző Intézet, независимого исследовательского института анализа политики в Будапеште. С ноября 2018 года по август 2019 года — специалист по коммуникациям этого института.
С 2015 года участвовала в молодёжном движении «Моментум», усилиями которого отозвана заявка Будапешта на право проведения летних Олимпийских игр 2024 года. Член президиума партии «Моментум» с момента её создания в марте 2017 года. В 2017 году вошла в список Forbes самых влиятельных венгерских женщин в общественной жизни. На парламентских выборах 8 апреля 2018 года партия «Моментум» не преодолела 5 %-ный заградительный барьер. В мае Анна Орос вместе со всем президиумом партии ушла в отставку. 
По результатам муниципальных выборов 13 октября 2019 года избрана депутатом муниципального совета Уйбуды (XI района). С ноября — заместитель мэра района, ответственный за народное образование и городское развитие.
Избрана вновь в президиум партии «Моментум» в июне 2020 года. Была заместителем председателя партии. В октябре 2021 года стала временно исполняющей обязанности председателя партии, после того как Андраш Фекете-Дьёр подал в отставку. Выдвинула свою кандидатуру на выборах нового председателя партии. 21 ноября на партийном съезде получила 29% голосов и проиграла депутату Европейского парламента Анне Донат, которая получила 57% голосов. Габор Холлаи, депутат совета района Будапешт XVI получил 14% голосов.
По результатам парламентских выборов 3 апреля 2022 года избрана депутатом парламента Венгрии в одномандатном избирательном округе Будапешт-2 в XI районе. Начало мандата — 2 мая 2022 года. Член Комитета устройчивого развития и Экономического комитета.
Живёт в квартале Ладьманьош в XI районе Будапешта.
Владеет английским, французским и немецкими языками.